# Christopher Latham Sholes
Christopher Latham Sholes, né le 14 février 1819 à Mooresburg et mort le 17 février 1890, est l'inventeur du clavier QWERTY.

## Biographie
Natif de Pennsylvanie, aux États-Unis, Sholes est apprenti chez un imprimeur de Danville, Pennsylvanie. Il déménage ensuite à Milwaukee dans le Wisconsin et y devient un éditeur de presse écrite et une personnalité politique. Il est élu à la législature du Wisconsin en 1860.
Entre 1864 et 1890, C. Latham Sholes a déposé 15 brevets, parmi lesquels 11 concernent la machine à écrire.
En 1864, avec Samuel W. Soule, il dépose le brevet d'une machine à numéroter les pages. Il découvre ensuite le Pterotype, un prototype de machine à écrire de John J. Pratt (1831–1905), qui l'inspire pour inventer une machine plus efficace et moins complexe. Carlos Glidden les finance et en 1868, un brevet est validé pour leur première machine à écrire avec un clavier alphabétique en deux rangées. Cependant, aucun industriel n'est intéressé, et ils continuer à travailler sur le perfectionnement de la machine à écrire pendant les années 1870, dont le clavier QWERTY à quatre rangées. Il réussit à vendre les droits sur cette machine à la société E. Remington and Sons en 1873, pour 12 000 dollars US ; c'est cette société qui assurera le succès de la machine à écrire aux États-Unis.
Le clavier QWERTY deviendra la norme de fait sur les machines à écrire des pays anglophones, puis sur les ordinateurs, alors même que Sholes a proposé une disposition améliorée dans le dernier brevet déposé avant sa mort (US 568630-1).
Pour toutes les machines de Sholes, l'opérateur ne pouvait pas voir le texte frappé, la frappe des caractères étant réalisée derrière le rouleau et la feuille, et non devant.
Il est dit que Sholes était fier d'avoir ouvert aux femmes la possibilité d'une carrière dans les bureaux. Auparavant, les écoles ne formaient que des hommes au métier de secrétaire, et ceux-ci ont longtemps refusé d'abandonner une écriture élégante à la main. Par conséquent, les fabricants de machine à écrire ont formé des femmes et ont proposé de fournir aux clients la machine et l'opératrice.